# 小行星5570
小行星5570（英語：5570 Kirsan）是一颗围绕太阳公转的小行星。1976年4月4日，尼古拉·切爾尼赫在克里米亚发现了此天体。
这颗小行星的绝对星等为328.0833187537542等。